# Antrachinoni
Gli antrachinoni sono una classe di composti appartenente ai glicosidi legati a uno zucchero. Tali sostanze si trovano in molte piante e stimolano la peristalsi intestinale, agendo così come lassativi.
La molecola di un qualsiasi antrochinone contiene al suo interno un antracene, cioè tre anelli benzenici uniti tra loro.

## Disponibilità
Gli antrachinoni sono sostanze derivate dall'antrachinone e fanno parte della famiglia dei chinoni, pigmenti colorati presenti in molte piante e che però non contribuiscono molto alla colorazione nelle piante evolute; sono infatti presenti nelle cortecce, nei legni o nelle radici, oppure in tessuti, come le foglie, dove sono mascherati da altri pigmenti. Gli antrachinoni sono comunque piuttosto rari, e l'emodina è la più comune.
Si trovano prevalentemente nelle famiglie delle Poligonaceae, Fabaceae, Rhamnaceae e Liliaceae. Le piante più comuni che contengono antrachinoni sono Senna alexandrina (Senna), Rhamnus purshiana, Rhamnus frangula, Rheum palmatum, Rumex crispus e Aloe vera.

## Utilizzi
Le piante che contengono antrachinoni sono tradizionalmente utilizzate come purganti.
Gli antrachinoni si trovano normalmente nella forma di glicosidi, e la ricerca ha dimostrato che esse viaggiano fino all'intestino crasso, dove vengono trasformate dalla microflora nei rispettivi agliconi (antroni), che sono i principi veramente attivi. Perché l'azione purgante abbia luogo è necessario che essi vengano ingeriti come glicosidi (quindi preparati a base di agliconi sono attivi solo in dosi molto elevate), che vi sia bile nell'intestino e una flora intestinale attiva.
Il meccanismo d'azione dettagliato è il seguente: una buona percentuale dei glicosidi ingeriti viene polimerizzata a livello gastrico, venendo così inattivata. Le glicosidi rimanenti viaggiano indisturbate e non assorbite fino all'intestino crasso, dove l'azione della microflora batterica li trasforma in agliconi liberi e attivi (antroni). Questi esercitano la loro azione in due modi: accumulo di fluido nel lume intestinale e modificazione della motilità intestinale.
Gli agliconi agiscono a livello topico attraverso la stimolazione del rilascio di cloruro da parte delle pareti intestinali, al quale segue, per osmosi, un flusso di acqua e sodio che si accumula nel lume intestinale e aumenta il volume e la fluidità delle feci. Essi agiscono inoltre aumentando l'irritabilità delle cellule della muscolatura liscia intestinale, aumentando le contrazioni muscolari e la peristalsi. Buona parte degli antroni vengono poi eliminati con le feci, ma una ridotta frazione viene riassorbita a livello del cieco e subisce la gluco-coniugazione a livello epatico. Mentre un 3-6% dei coniugati viene eliminato attraverso i reni, i rimanenti vengono escreti nuovamente nel colon dove vengono nuovamente portati ad antroni. È possibile che una parte degli antroni passi nel circolo ematico, da dove raggiungono le cellule bersaglio. Qui essi agiscono sulla biosintesi proteica, causando un rilascio di prostaglandine che causano ancora una aumentata irritabilità delle cellule della muscolatura liscia intestinale.
L'effetto finale dell'assunzione di antrachinoni è l'aumento di contrazioni e peristalsi, riduzione del tempo di transito e aumento del volume delle feci.
Alcuni antrachinoni (rheina) hanno inoltre proprietà antisettiche e il loro sapore amaro comporta una generale stimolazione delle secrezioni gastriche, biliari e pancreatiche.
Un composto della famiglia degli antrachinoni, il naftodiantrone ipericina, è probabilmente il responsabile principale per l'attività antivirale dell'Hypericum perforatum, e parzialmente responsabile dell'azione antidepressiva (non è chiaro ancora se con meccanismo MAOI o SSRI o altro).

### Controindicazioni
I rimedi che contengono antrachinoni presentano vari problemi: mentre dosi ridotte agiscono soprattutto sulla motilità, dosi più elevate agiscono soprattutto sulle secrezioni elettrolitiche, con effetti deleteri in caso di utilizzo cronico (con insorgenza di abituazione ed eccessiva perdita di elettroliti).
L'utilizzo cronico di lassativi stimola la iperproduzione di aldosterone, in risposta alla perdita di elettroliti, e questo riduce l'efficacia del lassativo stesso. L'utilizzo di dosi elevate di lassativi porta allo svuotamento quasi completo  del colon; la naturale mancanza di stimolo nella giornata successiva (o anche nei due giorni successivi) spinge i pazienti a riutilizzare il lassativo, magari a dosi più elevati con perpetuazione del circolo vizioso.
Una delle regole in fitoterapia è che l'uso prolungato di stimolanti comporta una perdita di tono del tessuto stimolato. I lassativi antrachinonici dovrebbero essere utilizzati solo come terapia a breve termine per risolvere problemi contingenti, o come parte di una terapia a lungo termine ed ampio raggio di rieducazione dell'intestino.
Inoltre non tutte le costipazioni sono dovute ad una atonia intestinale; tutt'altro, la stipsi può essere conseguenza di un eccessivo tono muscolare, o di una discinesia, come è il caso nelle sindromi del colon irritabile. In questi casi, ed in tutti i casi in cui la costipazione sia aggravata da stati ansiosi o di nervosismo, gli antrachinoni sono controindicati. 
In ogni caso i rimedi che contengono antrachinoni spesso contengono altre sostanze che mediano e modulano l'azione finale. Nel caso del Rheum palmatum e dei vari Rumex, ad esempio, la presenza di tannini fa sì che essi si possano utilizzare, a dosaggi minori, per la diarrea.
| Controllo di autorità | Thesaurus BNCF 24808 |